# 维托里奥·埃马努埃莱二世大街 (罗马)

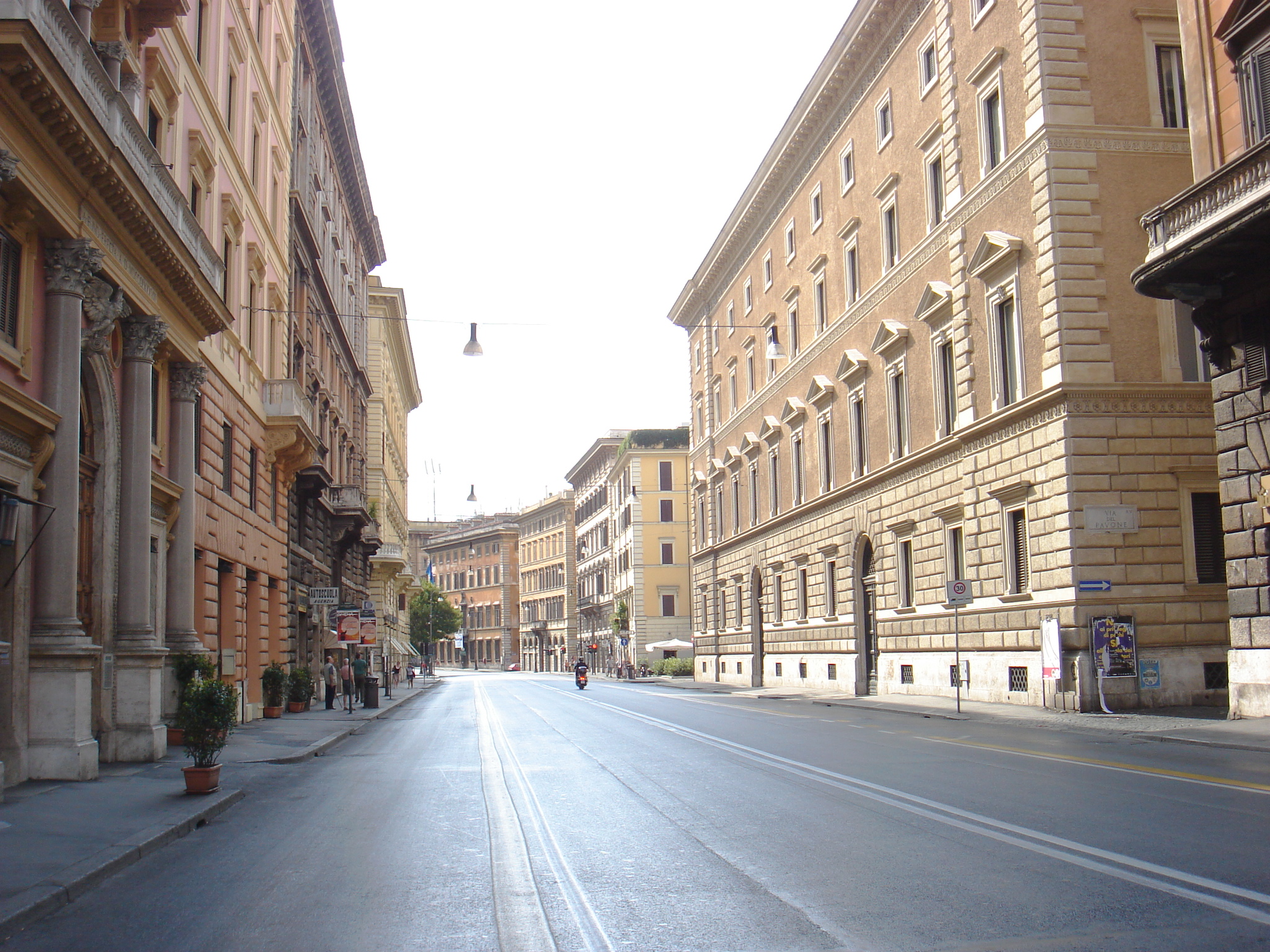
維托里奥·埃马努埃莱二世大街

維托里奥·埃马努埃莱二世大街（義大利語：Corso Vittorio Emanuele II）是罗马的一条主要街道，连接威尼斯广场与台伯河。 
这条街开辟于1886年，以意大利开国君主维托里奥·埃马努埃莱二世命名。

## 建筑
- Palazzo Massimo alle Colonne
- Palazzo di Pirro
- Piccola Farnesina
- Palazzo Vidoni
- Palazzo della Valle
- Palazzo Sora